# Haageocereus pseudomelanostele
A Haageocereus pseudomelanostele a szegfűvirágúak (Caryophyllales) rendjébe, ezen belül a kaktuszfélék (Cactaceae) családjába tartozó faj.
Nemzetségének a típusfaja.

## Képek

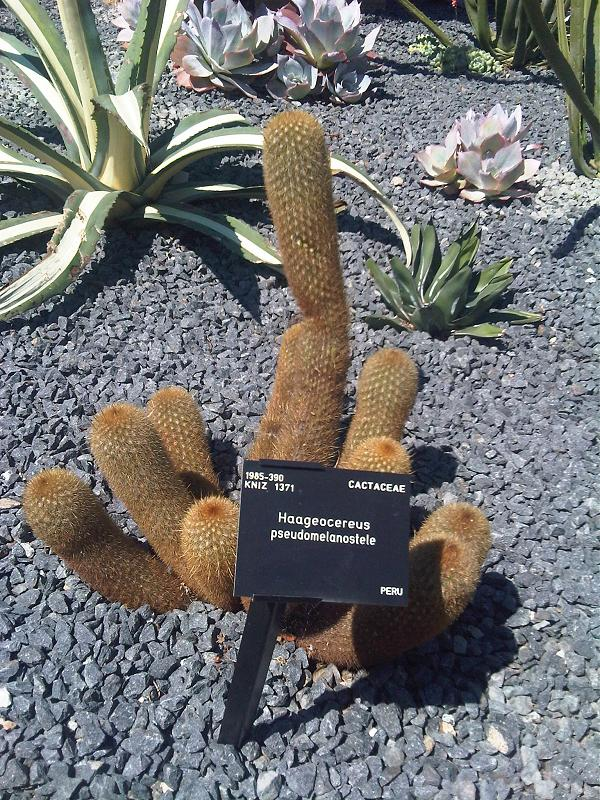
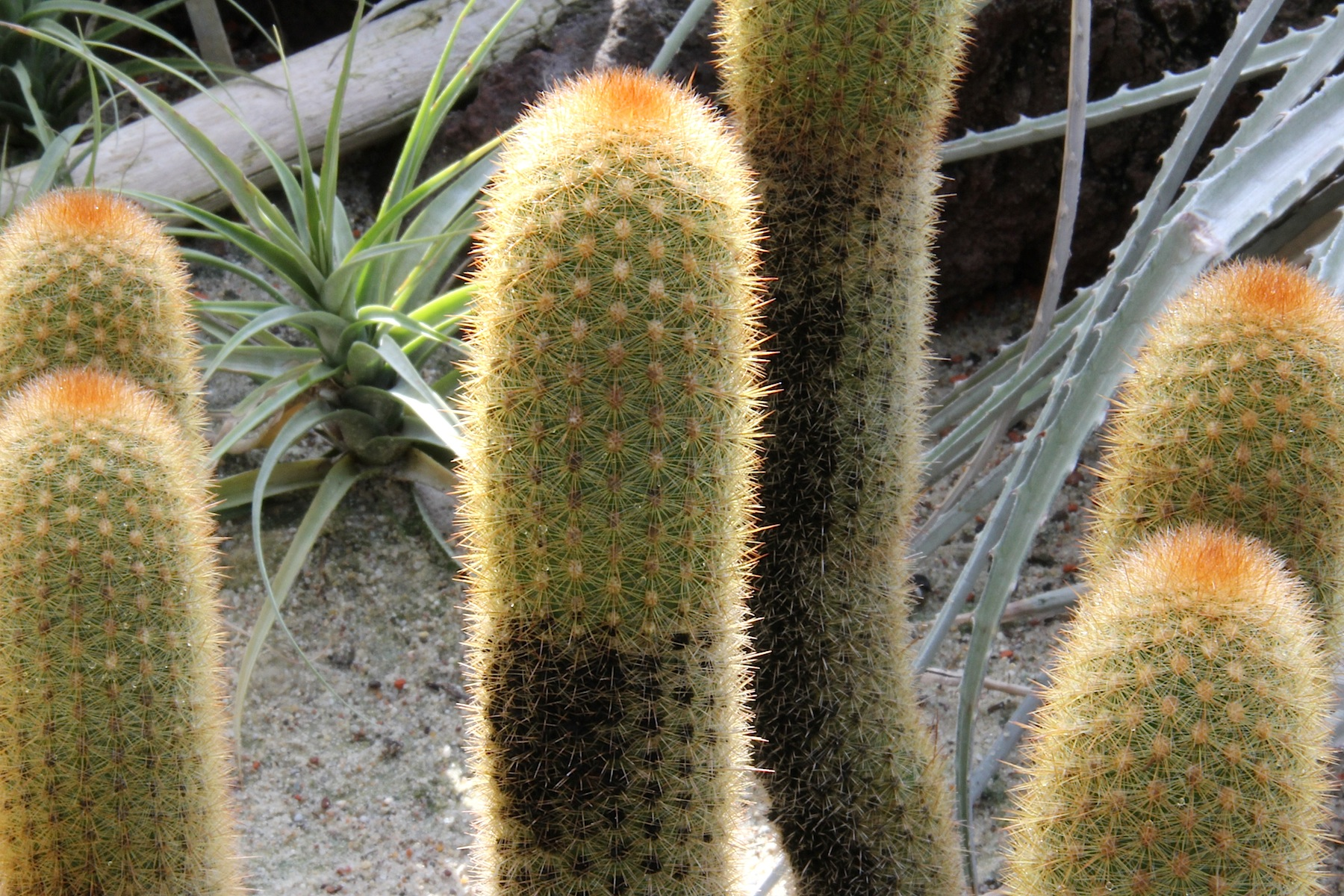
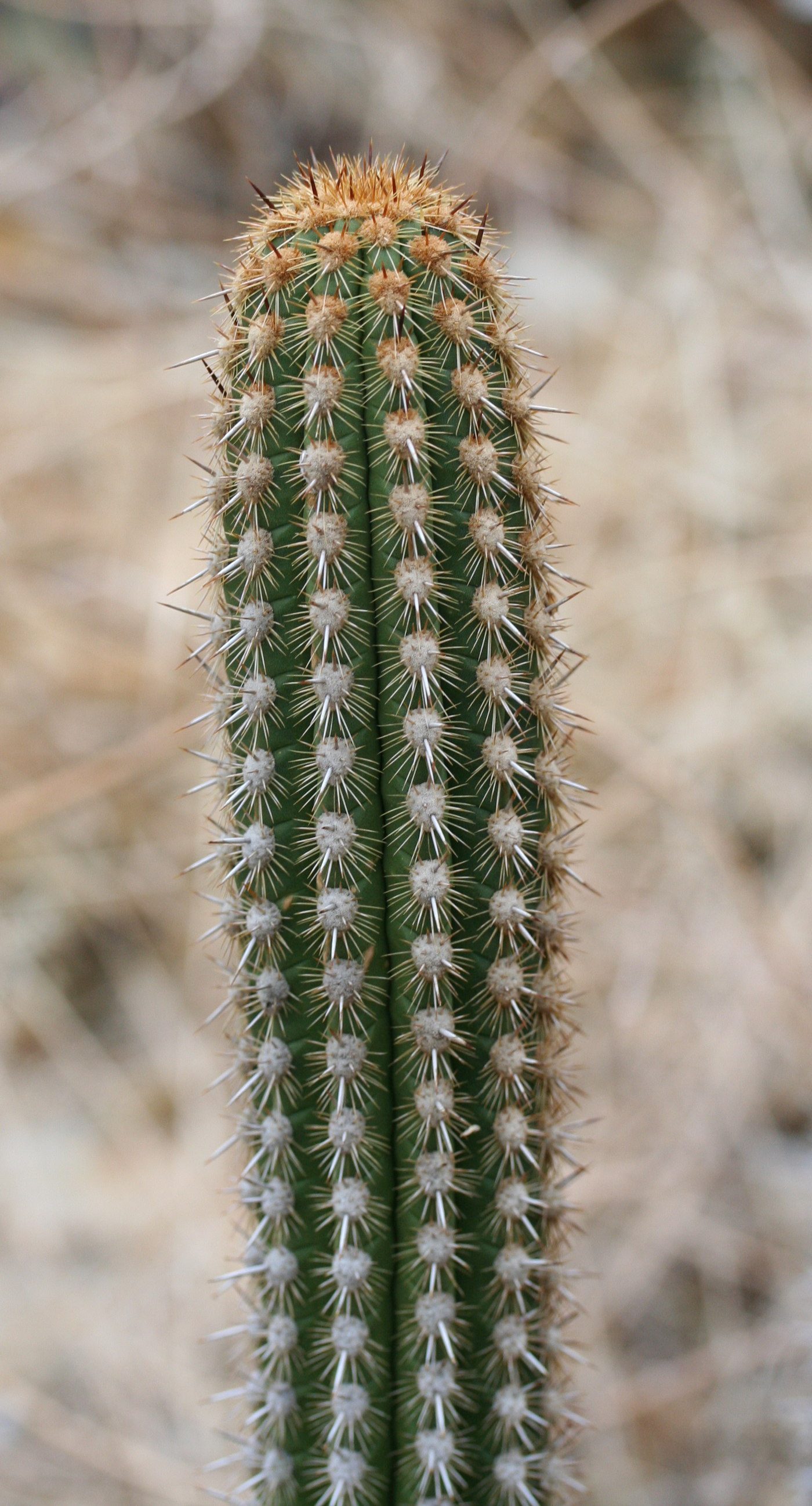
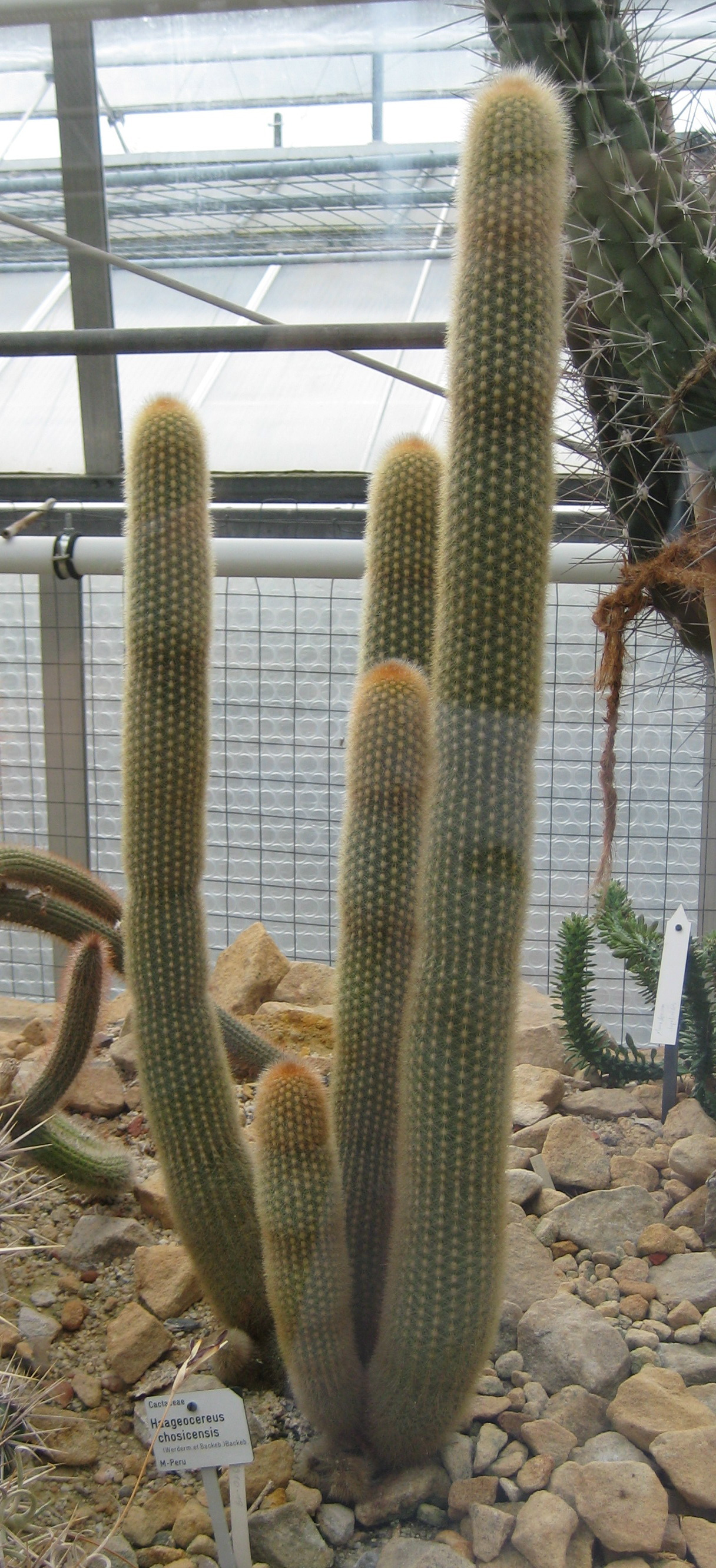

## Előfordulása
A Haageocereus pseudomelanostele eredeti előfordulási területe a Dél-Amerikában van. Perunak az egyik endemikus növénye. Az ember betelepítette a Spanyolországhoz tartozó Kanári-szigetekre.

## Alfajai
- Haageocereus pseudomelanostele subsp. aureispinus (Rauh & Backeb.) Ostolaza
- Haageocereus pseudomelanostele subsp. carminiflorus (Rauh & Backeb.) Ostolaza
- Haageocereus pseudomelanostele subsp. chryseus D.R.Hunt
- Haageocereus pseudomelanostele subsp. turbidus (Rauh & Backeb.) Ostolaza

## Megjelenése
A kaktusz szára 70 centiméter magas és 8 centiméter átmérőjű. A tüskéi 5 centiméter hosszúak. A 10 centiméteres virágai fehérek. Termése 6 centiméter hosszú és 4 centiméter átmérőjű.